# Di passaggio
Di passaggio è un singolo del cantautore italiano Franco Battiato, pubblicato nel 1997 dalla Mercury Records come estratto dall'album L'imboscata. 

## Descrizione
Di passaggio è stata scritta da Battiato e Manlio Sgalambro.
Le tracce bonus del singolo sono la versione in spagnolo de La cura, con testo adattato da Milagrosa Ortiz Martín, e un remix di Strani giorni, pubblicato l'anno prima su un CD maxi di soli remix.

### Il testo
(Eraclito di Efeso, Frammenti, 88)
Di passaggio si apre con la voce di Manlio Sgalambro, che legge un passo del filosofo presocratico Eraclito di Efeso in greco antico. Dopo questa introduzione, comincia il testo in italiano scritto da Battiato e Sgalambro, incentrato sulla fugacità dell'esistenza terrena e sul continuo stato di mutamento e movimento che coinvolge il mondo. A quest'ultimo aspetto fa appunto da preludio il frammento di Eraclito, che fu il filosofo a cui viene attribuita la dottrina del panta réi, «tutto scorre», ossia dell'eterno divenire. Un'altra frase citata all'interno della canzone, «Non ci si può bagnare due volte nello stesso fiume», sembra anch'essa ripresa da un aforisma di Eraclito.
Infine l'epilogo, cantato da Battiato assieme ad Antonella Ruggiero, è di nuovo in greco antico: si tratta di un componimento tratto dagli Epigrammi del poeta ellenistico Callimaco che parla del suicidio di Cleombroto d'Ambracia, folgorato dall'insegnamento platonico sull'immortalità dell'anima.
(Callimaco, Epigrammi, XXIII)

## Video musicale
Il videoclip di Di passaggio è stato realizzato dal fotografo Carmelo Bongiorno.

## Tracce

### CD Italia
Musiche di Franco Battiato.
1. Di passaggio – 3:35 (testo: Franco Battiato e Manlio Sgalambro)
2. El cuidado – 4:02 (testo: Franco Battiato, Manlio Sgalambro e Milagrosa Ortiz Martín)
3. Strani giorni (The Other Planet Version) (remix di Luca Cersosimo ed Enrico La Falce) – 4:16 (testo: Manlio Sgalambro e Benedict Fenner)

Durata totale: 11:53

### CD Spagna (promozionale)
Musiche di Franco Battiato.
1. De paso – 3:35 (testo: Franco Battiato, Manlio Sgalambro e Milagrosa Ortiz Martín)
2. Di passaggio – 3:35 (testo: Franco Battiato e Manlio Sgalambro)

Durata totale: 7:10